# Aporodoris
Aporodoris is een geslacht van weekdieren uit de klasse van de Gastropoda (slakken).

## Soorten
- Aporodoris merria Burn, 1973
- Aporodoris millegrana (Alder & Hancock, 1854)